# Funt południowosudański
Funt południowosudański – waluta obowiązująca od 18 lipca 2011 roku na terenie Sudanu Południowego, która zastąpiła funta sudańskiego używanego przez pierwsze dni od uzyskania niepodległości, czyli od 9 lipca 2011. Podział: 1 funt = 100 piastrów. Wyemitowano banknoty o nominałach 1, 5, 10, 20, 25, 50, 100, 500 funtów oraz monety 10, 20, 50 piastrów. Na banknotach znajduje się podobizna działacza niepodległościowego i prezydenta autonomicznego Sudanu Południowego, Johna Garanga.